# تایوان ایرپورتس
تایوان ایرپورتس (انگلیسی: Taoyuan International Airport Corporation) شرکت هوانوردی تایوانی است، که در سال ۲۰۱۰ تأسیس شد.